# Проспект Хусейна Исаева
Проспект имени Хусейна Абубакаровича Исаева  — проспект в центре города Грозного. Протяжённость проспекта — 1590 метров.

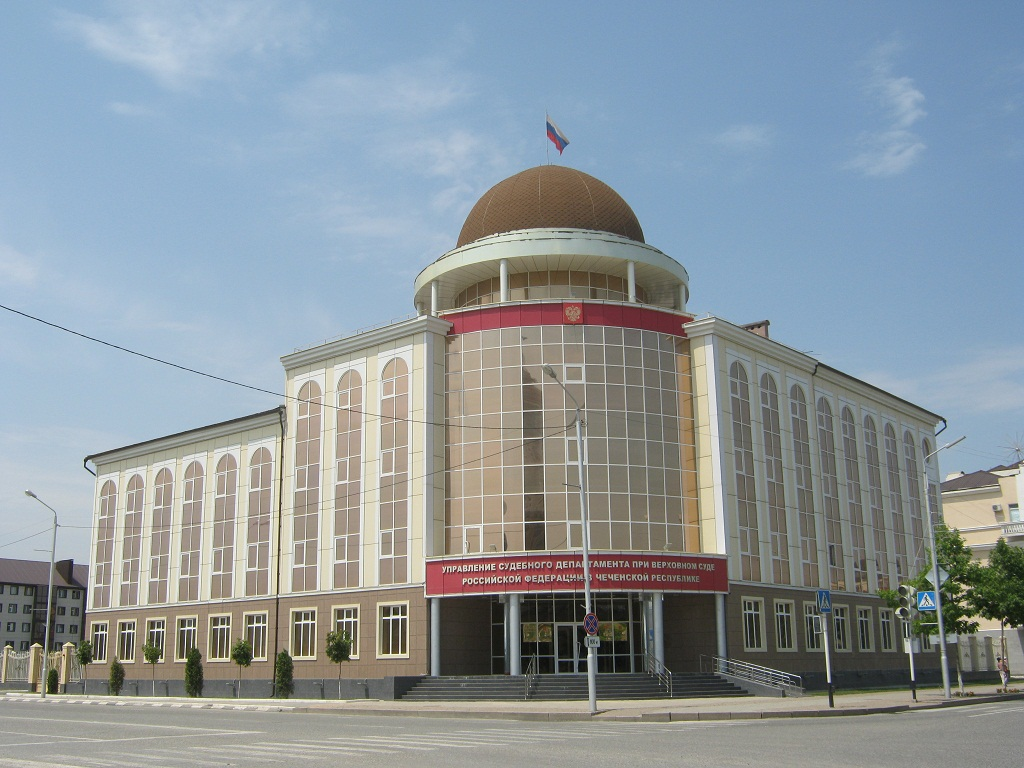
Угол проспекта Хусейна Исаева и проспекта Владимира Путина. 2011 год.

Проспект назван в честь Председателя Государственного Совета Чеченской Республики Хусейна Абубакаровича Исаева, погибшего в 2004 году в результате террористического акта.

## Расположение
Проспект находится в центре города. Административно относится к Заводскому и Ленинскому районам. Проходит от улицы Табачного до площади Никиты Хрущёва.

## История
В дореволюционное время проспект являлся частью Бульварной улицы, затем частью Александровской улицы, названной в честь российского императора Александра II, с 1920-х годов — частью Первомайской улицы. В 1940-е годы — проспект имени Серго Орджоникидзе. С 2005 года — проспект имени Хусейна Исаева.
До 1995 года на проспекте находились ряд административных и общественных зданий, в том числе МВД, КГБ, Дворец пионеров,
кинотеатр «Юбилейный», «Чечинггражданпроект». В результате боевых действий большинство этих зданий были разрушены.
После восстановления города во второй половине 2000-х годов на проспекте расположились МВД, ФСБ, Государственная филармония, Дом профсоюзов и Грозненский Государственный нефтяной технический университет, Дом российско-казахской дружбы.